# ورزشگاه تختی قم
ورزشگاه تختی قم یک ورزشگاه چند منظوره در شهر قم می‌باشد. استفاده اصلی این ورزشگاه بازی‌های فوتبال است. این ورزشگاه در حال حاضر ورزشگاه خانگی تیم‌های فوتبال شهر قم در مسابقات لیگ دسته سوم فوتبال ایران و لیگ برتر فوتبال استان قم است.
این ورزشگاه در خیابان صفاییه قم واقع شده است و همچنین از امکانات دیگری از قبیل سالن بوکس و تیراندازی و کشتی و استخر شنا برخوردار است.
آدرس: قم-خیابان دور شهر- کوی ورزشگاه- مجموعه ورزشی جهان پهلوان تختی